# Dyllón Burnside
Dyllón Burnside (Miami, 27 gennaio 1989) è un attore e cantante statunitense noto per il suo ruolo di Ricky Evangelista nella serie televisiva di FX Pose.

## Biografia

### Carriera
Burnside esordì all'età di 12 anni esibendosi come cantante della boy band hip-hop/R&B "3D" con due suoi cugini, con sua madre come manager, in tournée con artisti quali Stevie Wonder e Rihanna, con un contratto con Atlantic Records ed esibizioni in luoghi tra cui il Madison Square Garden e il Nokia Theatre. Dopo 10 anni, iniziò a sentirsi ingabbiato dal ruolo di frontman di una boy band e decise esplorare arti tradizionalmente meno tradizionalmente maschili: «Le cose che mi interessavano non erano necessariamente in linea con l'idea della mia famiglia o della società di cosa significasse essere un uomo... Posso ancora essere un maschio e cantare Mozart o seguire un corso di danza classica senza che implichi altro oltre il voler frequentare un corso di danza.» Di conseguenza, si iscrisse al conservatorio CAP21 per prendere una specializzazione in canto, si trasferì a New York, prese lezioni di recitazione e danza, studiò per un bachelor's degree in media studies e scrittura alla New School.
Mentre era al CAP21, Burnside recitò nel musical ispirato a Tupac Holler if Ya Hear Me a Broadway nel 2014, dove interpretava Anthony. Mentre studiava, Burnside partecipò anche al Peter Pan Live! della NBC, ad High Maintenance della HBO e si esibì nel musical di BeBe Winans Born For This sia ad Atlanta che a Washington.
Burnside ha poi lavorato anche come produttore cinematografico per il pluripremiato cortometraggio The Jump e come produttore teatrale in Hold Up The Light presso l'Arena Stage a Washington.
Ha anche insegnato in laboratori in arti performative e ha tenuto incontri presso scuole su come lo studio delle arti dello spettacolo può dare potere e aiutare i giovani a trovare i propri mezzi di espressione personale.
Nel 2018 ha ottenuto il ruolo di Ricky Evangelista, ballerino tra i protagonisti della serie di Ryan Murphy e Brad Falchuk Pose, ruolo che gli ha dato popolarità e ha conservato fino alla conclusione della serie nel 2021. Burnside ha fatto da MC per un concerto di beneficenza, duettando con i colleghi della serie Pose Billy Porter e Ryan Jamaal Swain per festeggiare il finale della prima stagione il 23 luglio 2018, raccogliendo fondi per il Gay, Lesbian & Straight Education Network, e parlando della storia del suo coming out e dialogando con l'ex caporedattore di Vibe Emil Wilbekin dell'importanza di spazi sicuri per le persone LGBTQ.
Nel luglio 2021 ha pubblicato il singolo musicale Heaven con il cantante britannico Daley, scritto nel febbraio 2021 come celebrazione dell'amore LGBTQ.
Nel luglio 2021 è anche apparso in una puntata della serie antologica American Horror Stories della coppia Murphy&Falchuk. Nell'autunno 2021 è tornato sul palco di Broadway come uno dei sette protagonisti della piéce Thoughts of a Colored Man. Nel 2022 Ryan Murphy lo ha ri-scritturato nel cast della serie Netflix Dahmer.

### Vita privata
Burnside è cresciuto in un ranch a Pensacola, in Florida. La sua famiglia allevava animali da fattoria.
Burnside ha parlato della mascolinità tossica: «Tutto il lavoro che cerco di fare e il lavoro che voglio fare è spingere i confini o confondere i confini di ciò che significa essere un uomo. Penso che la virilità come costrutto sia molto pericolosa e abbia causato molto dolore e distruzione nel nostro mondo» e riconosce l'importanza di Pose per rappresentare le persone LGBTQ di colore. Per il National Coming Out Day 2019, ha scritto sull'importanza dell'accettazione e della rappresentazione, «motivo per cui sono così fermo nella mia verità e parlo apertamente della mia esperienza»". Ha descritto tra le sue influenze bell hooks, James Baldwin, Eckhart Tolle e Marianne Williamson, così come la musica gospel come unica parte della frequentazione della chiesa in cui si riconosceva.
In un'intervista per la rivista Men's Health nel settembre 2020, Burnside ha descritto la sua identità come «queer, non gay», raccontando di aver avuto «relazioni - romantiche e sessuali - con donne e uomini», aggiungendo che «per me, queerness riguarda la realizzazione che esisto al di fuori del binario sessuale gay/etero».

## Filmografia

### Cinema
- Misunderstood – cortometraggio (2016)
- Central Park (2017)
- Yinz (2018)

### Televisione
- High Maintenance – webserie, episodio 5x03 (2014)
- Peter Pan Live! – film TV (2014)
- Pose – serie TV, 21 episodi (2018-2021)
- American Horror Stories – serie TV, episodio 1x04 e 3x07 (2021, 2024)
- Dahmer - Mostro: la storia di Jeffrey Dahmer - miniserie, 2 episodi (2022)

## Doppiatori italiani
Nelle versioni in italiano dei suoi film, Dyllón Burnside è stato doppiato da:
- Gabriele Patriarca in Pose
- Simone Crisari in American Horror Stories
- Mirko Cannella in Dahmer

## Teatro
- Holler If Ya Hear Me di Todd Kreidler, regia di Kenny Leon. Palace Theatre di New York (2014)
- Born For This
- Hold Up The Light (produttore teatrale). Arena Stage di Washington
- Thoughts of a Colored Man di  Keenan Scott II, regia di Steve H. Broadnax III. John Golden Theatre di New York (2021-22)